# Pirata coreanus
Pirata coreanus är en spindelart som beskrevs av Paik 1991. Pirata coreanus ingår i släktet Pirata och familjen vargspindlar. Inga underarter finns listade i Catalogue of Life.